# Iglesia de Santa María de los Alcázares
La iglesia de Santa María es un edificio del municipio español de Maqueda, en la provincia de Toledo. Cuenta con el estatus de Bien de Interés Cultural.

## Descripción
La iglesia de Santa María de los Alcazáres está ubicada en la localidad toledana de Maqueda, en Castilla-La Mancha.
Fue declarada monumento arquitectónico-artístico perteneciente al Tesoro Artístico Nacional el 3 de junio de 1931, durante la Segunda República, mediante un decreto publicado el día 4 de ese mismo mes en la Gaceta de Madrid, con la rúbrica del presidente del Gobierno provisional de la República Niceto Alcalá-Zamora y el ministro de Educación Pública y Bellas Artes Marcelino Domingo y Sanjuán.
En la actualidad está catalogado como Bien de Interés Cultural, con la categoría de monumento.